# HW-01G
キッズケータイ HW-01G（エイチダブリュー ゼロイチ ジー）は、華為技術日本によって開発されたNTTドコモの第3世代移動通信システム（FOMA）端末である。
ドコモの子ども向け端末、キッズケータイの第6弾である。

## 概要
2012年9月発売のHW-01Dの後継機種で、約2年ぶりの最新機種となる。子ども向け安心端末であることから、必要な機能として、通話・防犯ブザー・GPS等の安心に必要な機能だけを簡単に操作できる基本機能はそのままに、防水（IPX5／X7）、防塵（ぼうじん）（IP5X）にI加え、アメリカ国防総省の納品用規格であるMIL規格（MILスペック、MIL-STD-810G）に準拠した耐衝撃仕様も備えている。また液晶部分には、強化プラスチックウィンドウと傷がつきにくい硬度9H9のスーパーハードコーティングを採用している。
キッズケータイの場所を探せる「いますぐ検索」、電源オフ時にその時の場所をSMSで知らせる「電源OFF検索」に加え、新たに電池残量が残り少なくなった時に、あらかじめ指定した端末にSMSで通知する「電池アラーム通知機能」を追加している。

## 対応サービス
| 主な対応サービス                                         | 主な対応サービス                               | 主な対応サービス                       | 主な対応サービス             |
| -------------------------------------------------------- | ---------------------------------------------- | -------------------------------------- | ---------------------------- |
| タッチパネル                                             | FOMAハイスピード                               | Bluetooth                              | DCMX／おサイフケータイ       |
| iアプリオンライン／地図アプリ                            | 直感ゲーム／メガiアプリ                        | iウィジェット                          | マチキャラ／iコンシェル      |
| ホームU／ポケットU                                       | GPS／オートGPS／ケータイお探し                 | デコメール／デコメ絵文字／デコメアニメ | iチャネル                    |
| テレビ電話／キャラ電                                     | ケータイデータお預かりサービス                 | フルブラウザ                           | おまかせロック／バイオ認証   |
| 外部メモリーにアプリ移行／ユーザーデータ一括バックアップ | トルカ\|iC通信／iCお引越しサービス             | きせかえツール／ダイレクトメニュー     | バーコードリーダ／名刺リーダ |
| 2in1                                                     | エリアメール／ソフトウェアアップデート自動更新 | GSM／3Gローミング（WORLD WING）        | 着うたフル／うた・ホーダイ   |
| Music&Videoチャネル／ビデオクリップ                      | デジタルオーディオプレーヤー(AAC)(WMA)         | iメロディ・着信メロディ ／SMAF対応     | メロディ／パターン           |

## 歴史
- 2014年
  - 9月30日 - 2014-2015年冬春モデルの1機種として開発を発表・予約受付開始。
  - 11月7日 - 発売開始[1]。

## アップデート
最新のアップデートを適用することで、過去に実施したアップデートがすべて適用される。
2015年5月11日のアップデート
- 電話帳登録外受信拒否機能並びに電話帳登録外着信拒否機能の初期値がONに変更される

※設定されている値の変更はない。初期化及び設定リセットを行った場合に有効となる。
2015年7月22日のアップデート
- ワンタッチ発信キーに連絡先を登録する際、まれに「しばらくおまちください」が表示され、登録ができない場合がある不具合が改善される